# Eli Tomac
Eli Tomac (Cortez, Colorado, 14 november 1992) is een Amerikaans motorcrosser. Hij is de zoon van voormalig wielrenner en wereldkampioen mountainbike crosscountry John Tomac.

## Carrière
Tomac begon zijn professionele carrière in 2010, bij Honda. Hij wist meteen zijn debuutwedstrijd te winnen, de eerste rijder die dit presteerde sinds James Stewart. In 2011 wist hij tweemaal te winnen in de Supercross en stond zesmaal op het podium. Hij wist het SX-kampioenschap te winnen in 2012. In 2013 werd hij tweede op twee puntjes van winnaar Ken Roczen, maar won wel het motorcrosskampioenschap.
Vanaf 2014 maakte Tomac de overstap naar de 450cc-klasse. Zijn eerste twee jaren werden genekt door verschillende blessures. In 2015 werd hij tweede in de supercross na Ryan Dungey. Sinds 2016 rijdt Tomac voor Kawasaki.
Tomac maakte ook al enkele gastoptredens tijdens de Amerikaanse Grands Prix van het Wereldkampioenschap motorcross.
Tomac werd ook al enkele keren geselecteerd voor de Amerikaanse ploeg in de Motorcross der Naties, maar wist tot op heden die wedstrijd niet te winnen.

## Palmares
- 2012: AMA SX Lites kampioen
- 2013: AMA Lites Nationals kampioen
- 2017: AMA 450cc Nationals kampioen
- 2018: AMA 450cc Nationals kampioen
- 2020: AMA 450cc Supercross kampioen

| 1 | 03-09-2016 | Americas (Verenigde Staten) | Charlotte Motor Speedway |
| 2 | 11-09-2016 | Verenigde Staten            | Glen Helen               |

- 2022: naar Yamaha star racing